# Jacqui Chan

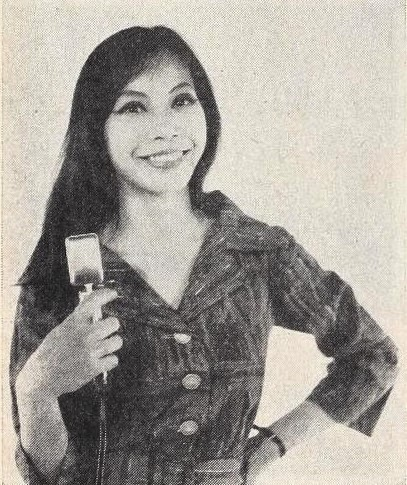
Jacqui Chan (1961)

Jacqueline 'Jacqui' Chan (nascida em 1939) é uma dançarina, actriz e cantora chinesa de Trinidad.

## Infância e juventude
Chan nasceu em Port of Spain, Trinidad e Tobago de mãe chinesa e um pai russo-chinês. Os seus pais haviam migrado para a Guiana Britânica, onde os seus ancestrais haviam chegado da China como mão-de-obra contratada nos campos de cana-de-açúcar após a abolição da escravidão. Ela mudou-se para Londres aos 16 anos e estudou balé na Elmhurst Ballet School. Mais tarde matriculou-se num curso de ensino de três anos na Royal Academy of Dancing, mas desistiu depois de um ano e juntou-se ao elenco de Teahouse of the August Moon.

## Carreira de actriz
Chan tornou-se a dançarina principal na produção do West End de The King and I, mas alcançou a fama como Gwennie em O Mundo de Suzie Wong, recebendo óptimas críticas e, posteriormente, voltando a desempenhar o mesmo papel na Austrália. Outros papéis de actuação incluem papéis em Dixon of Dock Green, The Hidden Truth, Armchair Theatre e Ghost Squad. Chan também apareceu nos filmes Cleopatra e Krakatoa: East of Java.

## Cultura popular
Na série da Netflix, The Crown, Chan é interpretada pela atriz britânica Alice Hewkin. Os críticos argumentaram que a representação de Chan no programa como um personagem silencioso numa cena de sexo perpetua uma percepção orientalista das mulheres asiáticas; por não lhe dar falas, descrevendo-a como "exótica" e apresentando-a numa cena de sexo explícita, Chan é retratada como uma fantasia masculina abertamente sexualizada.